# نورث هارموني (نيويورك)
نورث هارموني (بالإنجليزية: North Harmony, New York)‏ هي منطقة سكنية تقع في الولايات المتحدة في مقاطعة تشاتاقوا، نيويورك. يقدر عدد سكانها بـ 2,267 نسمة ومساحتها 109.3 كم2 وترتفع عن سطح البحر 449 متر.